# Galão (café)

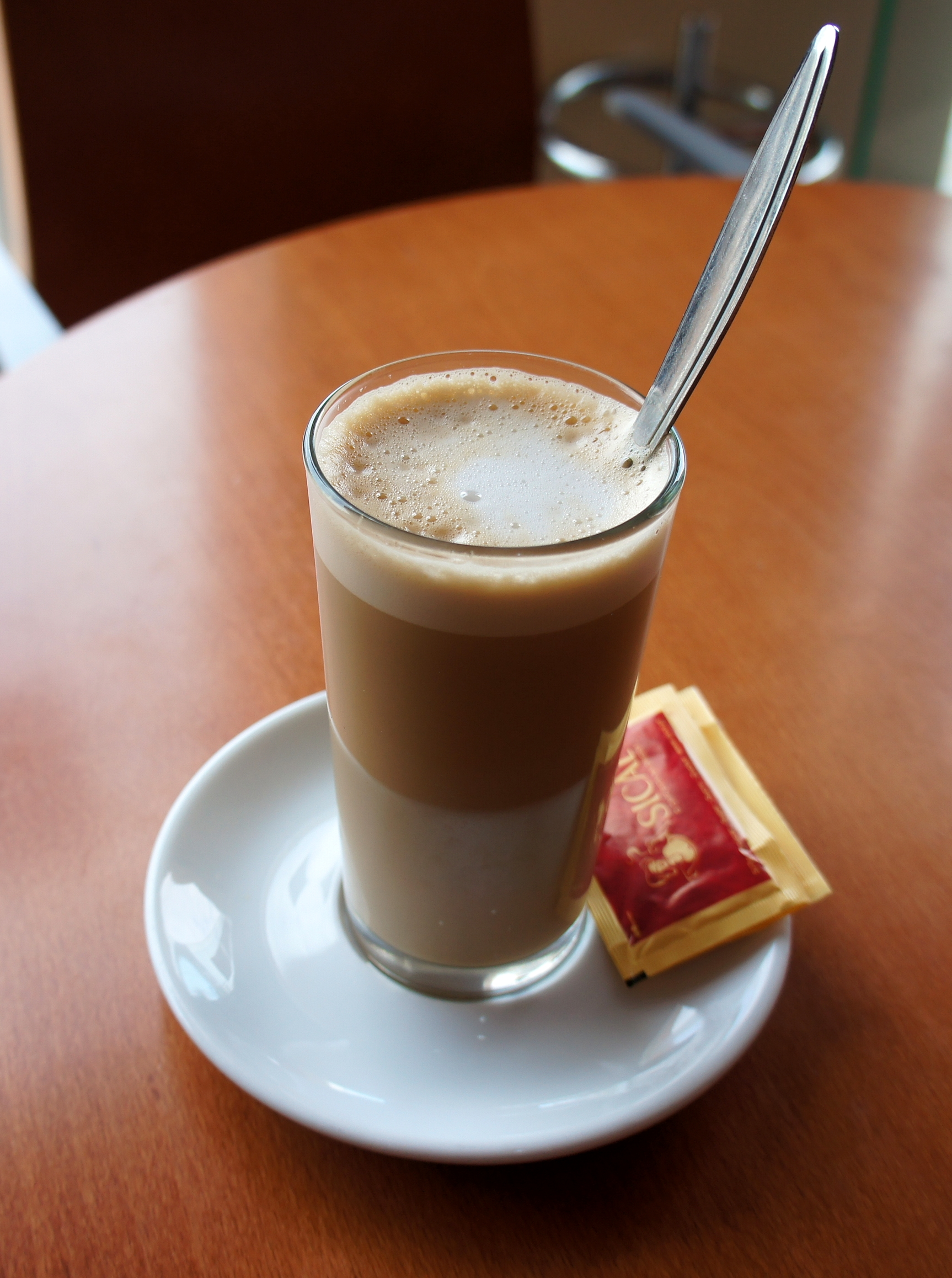
Galão

Galão  é uma bebida quente de Portugal, feita de café expresso e espuma de leite, servida num copo alto.
Semelhante à meia-de-leite, o galão vem num copo alto com cerca de 1/4 do café, 3/4 espuma de leite, ao contrário do garoto (café), por sinal de dimensões mais pequenas, que só contém o chamado "pingo" de leite e é servido numa chávena pequena de café.
Quando a proporção é de 1:1, a bebida chama-se "meia-de-leite" (metade de leite) e vem numa chávena grande. Pode ser considerado como um cortado (café), mas com uma quantidade muito maior de leite, as proporções são mais próximas de um café com leite.

## História e etimologia
Historicamente, a expressão «galão» ou «copo com galão» foi usada na língua portuguesa, para designar a bordadura de um copo, fosse ela feita directamente por uma faixa ou fita dourada pintada sobre o vidro do copo ou, metaforicamente, pela faixa de espuma, formada à tona do líquido, num copo pouco cheio.
O nome «galão» surge aqui por alusão metafórica aos galões, as fitas condecorativas douradas militares, comummente usadas em Portugal.
A designação «galão» chegou a ser usada historicamente, durante a primeira metade do século XX em Portugal e no Brasil, para aludir à faixa de espuma formada à tona dos copos de cerveja. Há linguistas que defendem que o mesmo raciocínio poderá ter sido aplicado ao galão, enquanto bebida à base de café e leite, por alusão à espuma do leite.